# Palacio Real de Pedralbes
El Palacio Real de Pedralbes (en catalán: Palau Reial de Pedralbes) es una antigua residencia real situada en medio de una amplia zona de jardines, en el distrito de Les Corts, en Barcelona. Entre 1924 y 1931 fue la residencia del rey Alfonso XIII y su familia en sus visitas a la ciudad, para luego alojar ocasionalmente al dictador Francisco Franco hasta su muerte en 1975.
A partir de la década de los noventa, el edificio albergó el Museo de Cerámica, el Museo de las Artes Decorativas y el Museo Textil y de la Indumentaria, hasta que fueron trasladados al nuevo Museo del Diseño en 2014. Desde febrero de 2022, está previsto que se convierta en una segunda sede de la Generalidad de Cataluña.

## Historia

### Orígenes: la Finca Güell

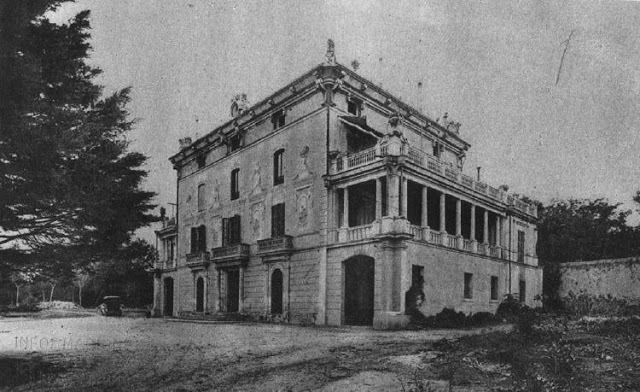
La Torre Güell, futuro núcleo del palacio real.

El palacio tiene su origen en una antigua masía llamada Can Custó o Mas Monterols, que en 1859 había adquirido Joan Güell y Ferrer en el municipio de Les Corts (anexionado a Barcelona en 1899). En 1872, Eusebi Güell, luego primer conde de Güell, heredó dicha propiedad, que por aquel entonces se conocía ya con el nombre de Torre Güell. Casi una década después, Eusebi Güell empezó un ambicioso proyecto de adquisición de propiedades alrededor la finca original, en 1882 compró Can Feliu y Can Baldiró, seguidas de Can Berra (o Can Cuyás de la Riera) el año siguiente. Juntos formaron la llamada Finca Güell, de gran extensión (30 000 m²).
El arquitecto Joan Martorell se encargó se la reconstrucción de Can Feliu a modo de palacete de aire caribeño, acompañado de una capilla neogótica y rodeado de magníficos jardines. Más tarde, de 1884 a 1887, el joven Antoni Gaudí se encargó de reformar la casa principal (la Torre Güell) y de construir el muro de cerca y los pabellones de portería.
Gaudí también se encargó parcialmente del diseño de los jardines de la finca, construyendo dos fuentes y una pérgola, y plantando diversos tipos de plantas (pinos, eucaliptos, palmeras, cipreses y magnolias). Todavía subsiste la Fuente de Hércules, restaurada en 1983, que contiene un busto del héroe mitológico griego sobre una pila con el escudo de Cataluña y un caño con forma de dragón chino.
De 1885 a 1899, el conde Güell siguió adquiriendo propiedades alrededor de la Finca Güell, llegando a alcanzar una extensión de 87,3 hectáreas.

### Residencia real

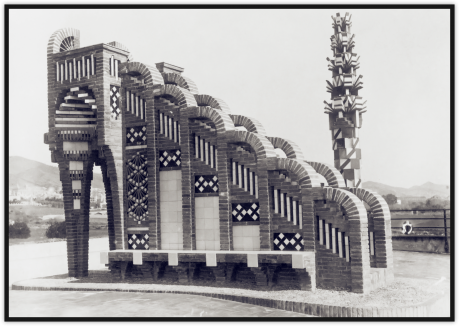
Salida de escalera, mirador y chimenea de la azotea de la torre Güell, obra de Gaudí (actualmente desaparecido)

Tras el incendio del Palacio Real en 1875, la Familia Real no gozó de ninguna residencia oficial en la ciudad y tuvo que alojarse en distintos edificios oficiales. Alfonso XII lo hizo en el Palacio Moja y durante la Exposición Universal de 1888 se usó el ayuntamiento, con las estancias reales situadas en la plaza de Sant Miquel. Inmediatamente después, se empezó a acondicionar el arsenal de la Ciudadela, que finalmente jamás se llegó a usar como palacio real. En sus sucesivas visitas a la ciudad, Alfonso XIII se alojó en la Capitanía General (1908 y 1910) o en el Hotel Ritz (inicios de los años 20).
Fue el conde Juan Antonio Güell el responsable de impulsar el proyecto de construir un nuevo palacio real en Barcelona. Siguiendo el modelo del Palacio de Miramar en San Sebastián y del Palacio de La Magdalena en Santander, el palacio sería un edificio nuevo sufragado a través de la iniciativa privada que luego se cedería a la Corona. Inicialmente, la construcción de la residencia tenía que recibir generosas subvenciones municipales y estatales, no obstante, el proyecto de ley no prosperó en el Congreso.
Güell decidió ceder, entonces, su finca en lo alto de la Diagonal, para que fuera transformada en palacio real gracias a una suscripción popular que él mismo encabezó. Se delimitó un terreno de unos 10 000 metros cuadrados, de los cuales 4.000 se destinarían al palacio. El arquitecto Eusebi Bona fue el encargado de edificar el palacio, iniciado en 1920, que esencialmente consistiría en la vieja casa de los Güell más dos alas añadidas a cada lado. La crisis social y económica que vivía Barcelona a inicios de los años veinte trajo consigo el decaimiento de la iniciativa, afectando a las obras y a la suscripción. Aun así, el soberano visitó el futuro palacio por primera vez a inicios de 1922. Ese mismo año, la baronesa de Maldá inició una suscripción entre las mujeres catalanas para amueblar los aposentos reales.
No obstante, las obras no marchaban bien a pesar del esfuerzo del conde Güell. Con frecuencia se hacían reuniones en el Hotel Ritz en las que se tomaba el té, pero no se decidía nada. A mediados de 1922, el arquitecto Eusebi Bona presentó su dimisión. Tras el golpe de Estado de Primo de Rivera, el nuevo consistorio barcelonés del barón de Viver fue el encargado de coordinarlas decidiendo relanzar las obras del palacio. El arquitecto Francesc Nebot, a quien el general Milans del Bosch había nombrado teniente de Alcalde con vistas a la exposición de 1929, fue llamado a finalizar el proyecto. Carles Buïgas realizó tres fuentes luminosas en los jardines y fue comprando mobiliario a toda prisa en París.
El 26 de mayo de 1924, los reyes Alfonso XIII y Victoria Eugenia inauguraron su nueva residencia barcelonesa, el día siguiente fue consagrada la capilla del palacio.
El 8 de junio de 1926, el barón de Viver, alcalde de Barcelona, cedió el palacio de Pedralbes y sus terrenos al Patrimonio de la Corona, con el fin que de él hiciera uso el rey de España y su familia. El Palacio Real de Pedralbes vivió su cenit en 1929, cuando alojó a la Familia Real con motivo de la exposición universal. El soberano haría uso de él por última vez en enero y mayo de 1930, durante sus últimas visitas a la ciudad.

#### Estancias de la Familia Real en Pedralbes

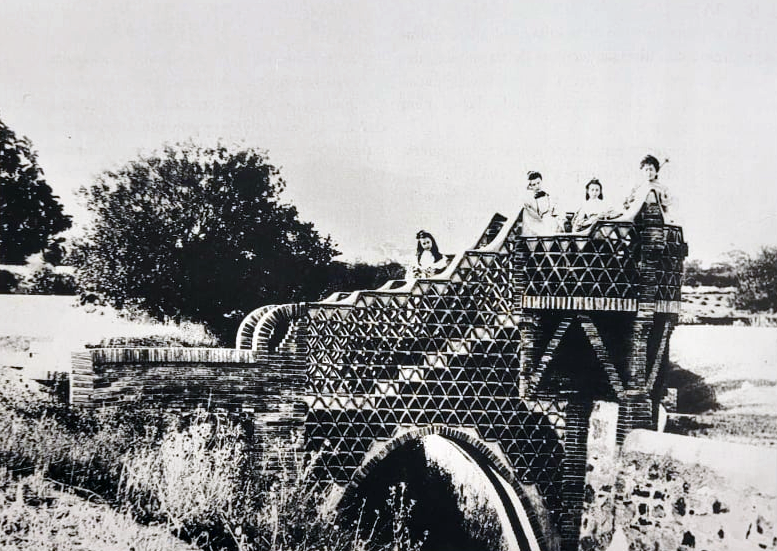
Glorieta del muro de cerca de la finca Güell, actualmente desaparecida. Aparecen las hijas de Eusebi Güell y su dama de compañía.

- del 12-22 de mayo de 1924: inauguración del palacio.
- del 26 de mayo al 6 de junio de 1925: consagración de la capilla.
- del 15 al 26 de octubre de 1926: entrega del palacio al Patrimonio de la Corona.
- del 21 de octubre al 1 de noviembre de 1927: inauguración de la plaza de Cataluña.
- del 18 al 31 de mayo de 1929: inauguración de la Exposición Internacional de Barcelona.
- del 27 de septiembre al 10 de octubre de 1929: excursión al santuario del valle de Nuria.
- del 23 de octubre al 6 de noviembre de 1929: visita de la infanta Isabel.
- del 15 al 16 de enero de 1930: clausura de la Exposición Internacional de Barcelona.
- del 20 de mayo al 4 de junio de 1930
- del 9 al 15 de junio de 1930: visita del príncipe de Asturias.

### Segunda República

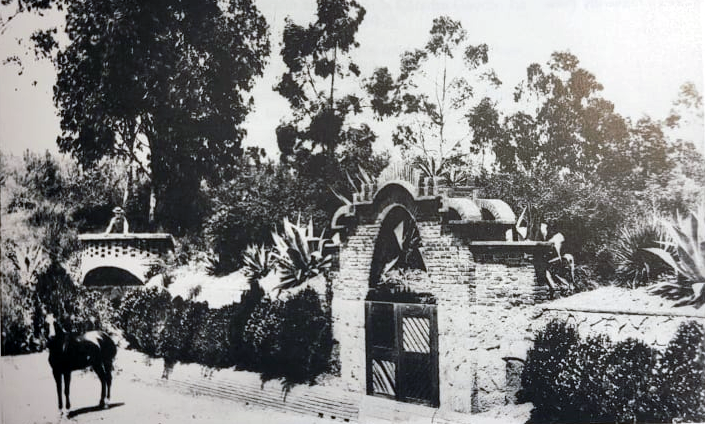
Picadero al aire libre de la finca Güell, actualmente desaparecido

Al proclamarse la República en 1931, el palacio pasó a ser propiedad del Ayuntamiento de Barcelona, que decidió convertirlo en sede del Museo de las Artes Decorativas. En verano de 1931, se efectuaron varias obras de adaptación, que incluyeron la transformación de los aposentos de la reina madre María Cristina en salas de exposición y la capilla real en sala de actos. El nuevo museo fue inaugurado en diciembre de 1932 e incluía colecciones de arte chino y japonés, indumentaria, orfebrería y artes suntuarias, porcelana de varios países europeos y mobiliario español del siglo XVI hasta el XIX. En la segunda planta del edificio, en los antiguos aposentos del séquito y del servicio, se instaló la Residencia Internacional de Señoritas Estudiantes, donde residió la poetisa chilena Gabriela Mistral.
En el otoño de 1937, tras el estallido de la guerra civil española y la evacuación del gobierno de Madrid, el presidente de la República, Manuel Azaña, fijó su residencia oficial en Pedralbes, el ex-palacio real se convirtió en Palacio Presidencial. Allí Azaña presidía el consejo de ministros, daba audiencias y recibía las credenciales de los embajadores extranjeros. Su auténtica residencia se encontraba, sin embargo, en la villa La Barata o Casa Salvans en Tarrasa. En esa época, Pedralbes también fue la residencia del presidente del Consejo de ministros, Juan Negrín. El último gran acto celebrado en el palacio durante la República fue la despedida de las Brigadas Internacionales el 15 de noviembre de 1938. En enero de 1939, el gobierno republicano partió hacia Figueras, no sin antes quemar o embalar el archivo de la Presidencia.

### Franquismo
Durante la dictadura franquista, el palacio sirvió a Francisco Franco como su residencia oficial en sus visitas a la capital catalana. La primera visita tuvo lugar el 21 de febrero de 1939, pocas semanas después de la toma de la ciudad. En total, Franco visitó, de 1939 a 1972, catorce veces la ciudad de Barcelona, y en todas las ocasiones residió en Pedralbes. Durante dichas estancias, el dictador solía agasajar a visitantes ilustres, como Eva Perón en 1947 o Richard Nixon en 1963.
En 1960, el ayuntamiento de Barcelona llegó a un acuerdo con el Patrimonio Nacional para que Pedralbes se abriera al público de forma permanente. Varias piezas de mobiliario y decoración, así como pinturas y tapices fueron trasladadas a Pedralbes para ser expuestas. Desde entonces, el palacio tuvo una doble función residencial y museística. Diversas exposiciones tuvieron lugar a partir de esa fecha, entre las que cabe destacar: Velázquez y su época (1961), Goya. Cuadros y tapices del Patrimonio Nacional (1964) o Las pinturas de Sert para el Hotel Waldorf de Nueva York (1973).
De 1964 a 1966, el ayuntamiento realizó varias obras de dignificación en el interior del palacio, que incluyeron la creación de nuevas estancias y, sobre todo, la sustitución del yeso pintado por el mármol en varios lugares. En 1970, se abrió el Museo de Carruajes situado en las antiguas caballerizas (paralelas a la calle John Maynard Keynes), con diversas piezas provenientes del Museo de Carruajes Reales.

### Transición y actualidad
Después de 1975, el rey Juan Carlos I prefirió el Palacete Albéniz como residencia oficial en la ciudad, uso perpetuado por su hijo Felipe VI. La última celebración real en Pedralbes tuvo lugar el 4 de octubre de 1997, cuando fue el escenario del almuerzo y la recepción de la boda de la infanta Cristina con Iñaki Urdangarin.
Tras dejar de ser residencia oficial, el palacio de Pedralbes fue progresivamente desamueblado por el Patrimonio Nacional, las estancias de la planta baja permanecieron cerradas al público y en primer piso se abrió en 1990 el Museo de Cerámica, seguido por el Museo de las Artes Decorativas en 1995. El Museo Textil y de la Indumentaria y el Gabinete de las Artes Gráficas fueron abiertos en la segunda planta en 2004. Ese mismo año, el ayuntamiento de Barcelona cedió el palacio de Pedralbes a la Generalidad de Cataluña, a cambio de que ésta financiase el nuevo Museo del Diseño de Barcelona. La Generalidad cedió parte de los espacios al secretariado de la Unión por el Mediterráneo en 2010. Desde el traslado de todos los museos al nuevo Museo del Diseño en la Plaça de les Glòries en 2014, el palacio permanece cerrado al público.
En 2019 el ayuntamiento de Barcelona acordó la cesión definitiva gratuita del palacio a la Generalidad de Cataluña, que se hizo efectiva en febrero de 2022. Su intención es usarlo como sede representativa y centro de relación institucional, en la práctica una segunda sede tras el Palacio de la Generalidad de la plaza de San Jaime. El edificio y los jardines fueron incorporados al Inventario General de Bienes de la Generalidad.

## Descripción

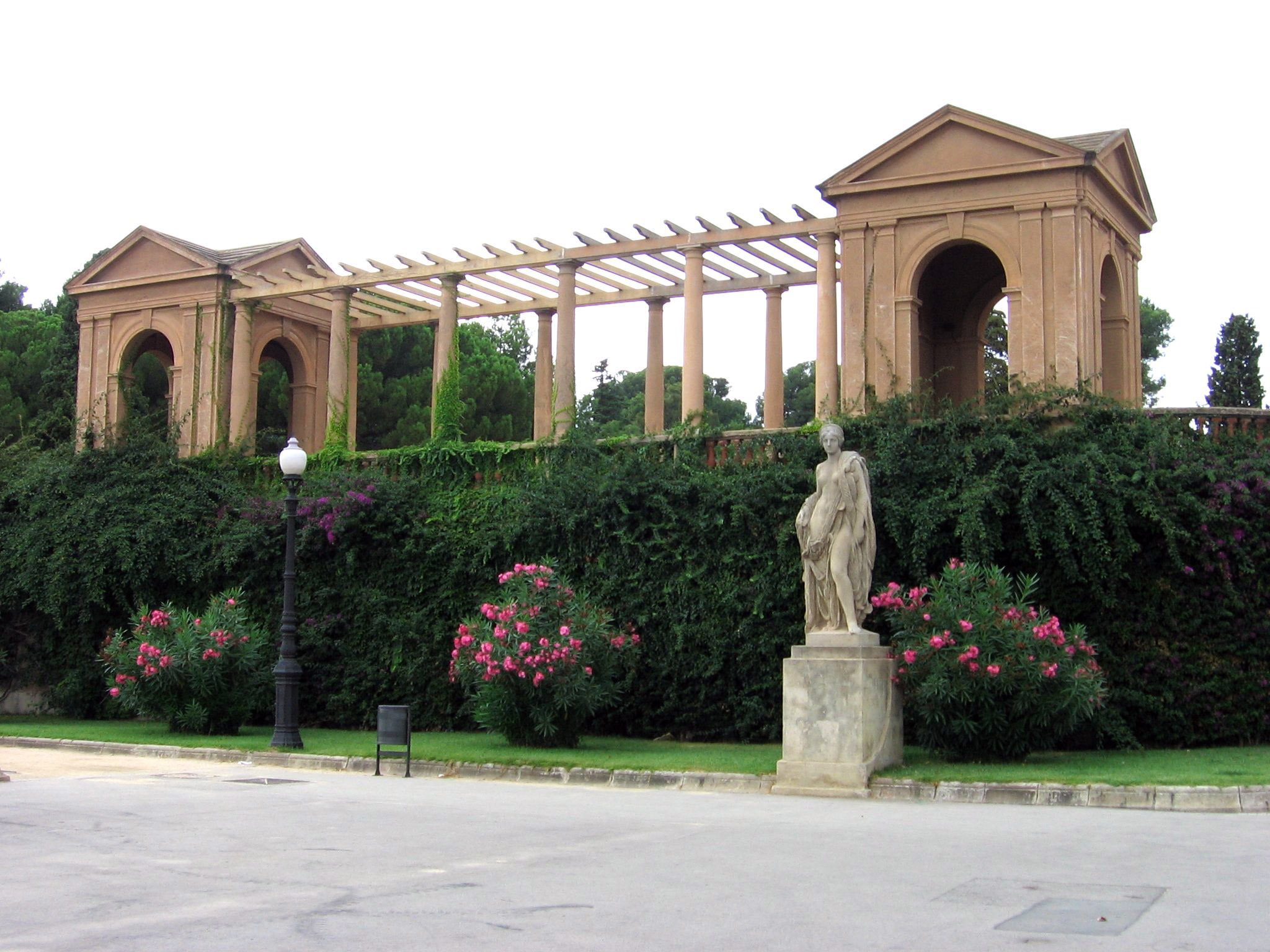
Estatua y pérgola decorativa en la entrada al recinto

### Exterior
El palacio está formado por un cuerpo central de cuatro plantas, con una capilla en la parte posterior, y dos alas laterales de tres plantas que se abren en curva a la fachada principal. La fachada exterior es de estilo novecentista con porches de columnas toscanas, aberturas de arco de medio punto con medallones intercalados y jarrones coronando la construcción. Asimismo, el cuerpo central y los áticos de las laterales están decorados con esgrafiados. En la cornisa superior central se sitúa el escudo real flanqueado por dos mástiles. Los extremos de la alas laterales se encuentran rematados por dos exedras, de las cuales, la del ala izquierda (sur) esta rodeada por columnas toscanas a modo de tholos.
El palacio posee tres entradas, la central, reservada al soberano; la izquierda, de uso cotidiano, y la de la derecha, usada principalmente los días en que había audiencias.

### Interior
El interior, tanto en decoración como en mobiliario, contenía una mezcla de estilos academicistas que iban desde el neobarroco hasta estilos más contemporáneos, sobre todo en mobiliario, pasando por el neoclasicismo o el isabelino. Los aposentos interiores se dividían entre los de la planta baja, usados para recepciones y audiencias, y los del primer piso, de carácter privado. Aunque en la actualidad las estancias han perdido parte de su mobiliario y decoración original, una guía de 1974 describe los siguientes interiores.

#### Planta baja
La parte central del palacio ocupaba el espacio de la antigua torre de los Güell.
- Vestíbulo: la pequeña estancia conducía directamente a la escalera, situada enfrente.
- Salas de espera: las tres pequeñas saletas se encontraban a mano izquierda del vestíbulo. Las dos primeras, rectangulares, estaban tapizadas con terciopelo color crema. La tercera de ellas, de forma hexagonal, sirvió de billar en época alfonsina, fue redecorada en las años 60 con boiseries y terciopelo color azul. En una hornacina de la pared, se exhibía un desnudo femenino de Eulalia Fàbregas de Sentmenat.
- Galería inferior o de tapices: alrededor de la escalera se situaba una amplia galería en forma de U que en los años 60 y 70, sirvió de lugar de exposiciones temporales. La galería permitía acceder a la capilla situada en la parte posterior de palacio.
- Capilla Real: tenía forma de cruz griega y se articulaba a través de grandes pilastras corintias, estaba cubierta por una cúpula semiesférica. En su interior se exhibían cuadros de Pantoja de la Cruz y Luca Giordano, el altar mayor estaba decorado con la Lamentación sobre Cristo muerto y El Padre Eterno (1768-1769) obra de Anton Raphael Mengs y procedente del dormitorio de Carlos III en el Palacio Real de Madrid.[22] En el primer piso de la capilla había un palco de caoba que comunicaba directamente con lo aposentos privados de los reyes.

En el ala izquierda se situaban:
- Rotonda pequeña: la estancia se abría a la izquierda de la Galería de tapices, era la primera habitación del ala sur. Estaba recubierta de mármoles italianos y su techo decorado con pinturas florales. Sus cuatro hornacinas contenían grandes jarrones japoneses.
- Rotonda grande: se trataba de una de las salas más grandes del palacio, una gran rotonda de dos plantas, también recubierta de mármoles e iluminada por una claraboya. La planta baja presentaba pilastras corintias y el primer piso una especie de balcones/tribunas con celosías que contenían las armas de la Casa de Borbón. Iluminaba la rotonda una gran lámpara de bronce con ciento cincuenta luces eléctricas.
- Comedor de gala: situado a continuación de la Rotonda, el largo comedor terminaba con una exedra que daba al jardín a través de puertas ventanas. Su decoración alfonsina y mobiliario ecléctico, con elaboradas sillas neobarrocas y buffets de mármol blanco, fue substituido, en los años 60, por tapices provenientes de los aposentos de Carlos III en El Pardo y de su dormitorio del Palacio Real de Madrid[23] y consolas y sillas estilo Carlos IV. Por encima de todo, destacaban dos grandes torchères de Baccarat regalo del conde Güell al rey Alfonso XIII. Durante los años 60 y 70, cada Navidad se instalaba en el comedor la llamada "mesa real" en la que se exhibían surtouts, centros de mesa, candelabros y vajillas provenientes de las Colecciones Reales. A izquierda y a derecha del Comedor de gala se situaban, respectivamente, la Biblioteca y el Comedor de diario.
- Biblioteca: esta estancia resultaba especialmente luminosa por su doble exposición sur/este, estaba decoraba con estanterías con puertas de madera de roble y varios tipos de sillerías que creaban un ambiente cómodo e informal. Su elemento más vistoso era, sin duda, una chimenea gótica del siglo XV proveniente del castillo de Jaca.
- Comedor de diario: sus pequeñas dimensiones y su decoración a base de boiseries estilo georgiano le daban un aire a casa de campo inglesa, en claro contraste con la solemnidad del Comedor de gala.

El ala derecha contenía:
- Salón de Trono: era el espacio más importante, simbólica y arquitectónicamente hablando, de todo el palacio. Se trataba de una gran estancia de dos alturas con una galería de arcadas en el piso superior e iluminada por claraboyas, se entraba a ella a través de dos pórticos con cuatro pilastras de madera (luego substituidas por dos de mármol). Destacaba, por encima de todo, el techo al fresco: una inmensa quadratura inspirada en los diseños de Agostino Mitelli y Angelo Michele Colonna o en las bóvedas del Palacio de La Granja. Su centro lo ocupaba la inscripción "Pau, pau i sempre pau" (Paz, paz y siempre paz). El otro elemento a destacar era el inmenso dosel del trono, hecho de madera esculpida y con los monogramas del rey Alfonso XIII y la reina Victoria Eugenia en el centro. Todo ello se encontraba coronado por el escudo de España rodeado por alegorías femeninas de la Sabiduría, el Trabajo, la Inteligencia y la Justicia.[24] A izquierda y a derecha del Salón del trono se abrían respectivamente el Salón del Consejo y el Salón de baile, la puerta del fondo conducía, por su parte, a la Galería de Estatuas.
- Salón de baile: a pesar de su nombre, se destinaba también a conciertos y a pequeñas obras de teatro. Se caracterizaba por su decoración neutra y serena estilo neoclásico, que contrastaba con el amarillo intenso de las sedas que recubrían las pareces. En uno de los extremos de la sala había una pequeña tribuna con balaustrada dorada y cortinas de terciopelo que se destinaba a los músicos, en el otro extremo había un pequeño escenario con un piano de media cola. Jarrones de porcelana de Meissen y consolas estilo Carlos IV completaban la decoración. Destacaba también el elaborado parqué de la sala, con una cenefa en todo su perímetro y el monograma de Alfonso XIII dentro de un rombo en la parte central.[25]
- Salón del Consejo de ministros: anteriormente fue llamado "Sala de Armas" o "Antecámara del Trono", y destacaba por sus paredes con trofeos pintados y banderas de los regimientos del Ejército. La sala estaba decorada con mobiliario isabelino y un gran retrato de la emperatriz Eugenia, copia del célebre realizado por Franz Xaver Winterhalter.[26] Durante época franquista, la estancia pasó a destinarse a los Consejos de Ministros, el retrato de la emperatriz fue sustituido por un espejo y una gran mesa ocupó el centro de la estancia. A ambos lados de la chimenea se conservaban los dos sillones usados por Alfonso XIII y la reina regente María Cristina durante la ceremonia de inauguración de la Exposición Universal de 1888.[27]
- Galería de estatuas o Antesala: anteriormente conocida como "Cámara Real",[28] era una larga galería dispuesta transversalmente que se iluminaba a través de cuatro ventanales, dos en la fachada delantera y otros dos en la posterior. Se articulaba a través de columnas jónicas y consolas estilo Luis XIV coronadas por grandes espejos, en época franquista la decoración fue cambiada por pilastras toscanas y pinturas, respectivamente. La estancia servía como antecámara antes de ser admitido a las audiencias reales. Desde la Antesala, tres puertas conducían al Gabinete del Rey a la izquierda, al de la Reina a la derecha y a la Escalera privada en el centro.
- Gabinete del Rey: la estancia, tapizada de color granate, conservaba toda la decoración y el mobiliario de época de Alfonso XIII. Destacaban un escritorio y butacas estilo Luis XV, los dos cuadros de Luca Giordano La Presentación de la Cruz y La lucha de Jacob y el Ángel, la alfombra proveniente de la Real Fábrica y un fresco representando a Pegaso.[29]
- Gabinete de la Reina: gran parte de la decoración, de época alfonsina, seguía un esquema cromático azulado, en oposición el granate del Gabinete del Rey. Eran destacables el escritorio y los mullidos butacones y sofá estilo Luis XV, la elaborada chimenea de mármol tallado blanco, así como un fresco de La Aurora y un retrato de la infanta María Cristina obra de Manuel Benedito.[30]
- Escalera privada: encajada en la exedra que termina el ala derecha, la escalera "de estilo inglés" comunicaba los gabinetes oficiales de la planta baja con los aposentos privados de la primera. La rampa y la balaustrada de madera de caoba sin pintar contrastaba con el techo estilo neopompeyano de color blanco y azul claro.

#### Primer piso
La parte central, antigua Torre Güell, contenía:
- Escalera principal: la pequeña escalera a la imperial, encajada entre las paredes maestras de la vieja masía, tenía elaboradas balaustradas y copones de mármol blanco y, en la galería superior, veinte columnas jónicas pintadas imitando el mármol. En el frontón, había un friso en el que alternaban cornucopias y cisnes reales. Todo el conjunto estaba iluminado por una cúpula ovalada de hierro forjado de la cual pendía una gran araña de cristal.
- Galería superior: discurría alrededor de toda la escalera y permitía acceder al palco de la Capilla Real. Entre su mobiliario había: consolas isabelinas, jarrones de porcelana china, un carillón inglés y un busto de Carlos IV. Una gran puerta de terciopelo rojo adornado con tachuelas y una corona real permitía acceder a los Dormitorios Reales, situados en la parte central de la fachada delantera.
- Antecámara Real: era la pieza central de los Dormitorios Reales, que ya desde 1922 habían gozado de una importancia capital en la construcción del palacio, la baronesa de Maldá fue encargada de recaudar fondos para su decoración, que recayó en el firma de decoración barcelonesa Magí Pallarols, proveedor de la Casa Real desde 1919. Asimismo, los Dormitorios Reales incluyeron varias piezas de mobiliario antiguo ofrecidas por aristócratas catalanes. La Antecámara Real estaba decorada con pinturas de la Vida de Tobias de Francesc Pla, "el Vigatà" cedidas por el marqués de Monsolís. El techo, también de "el Vigatà", contenía una representación de la diosa Diana. El resto de la decoración, estilo Luis XVI o Carlos IV, fue obra de Magí Pallarols.[31]
- Dormitorio de la Reina: a modo de alcoba, estaba separado de la Antecámara, por tres arcos vidriados. El elemento principal era una cama de factura catalana estilo Luis XVI, donación del marqués de Caldes de Montbuy, el techo estaba decorado con una representación de la diosa Victoria (en referencia el nombre de la reina) de inicios del siglo XIX.[31]
- Boudoir de la Reina: en 1924, este pequeño tocador, situado al lado del baño de la soberana, fue decorado con un modernísimo conjunto Art Déco obra del decorador Santiago Marco, el lacador Lluís Bracons y el tapicero Tomàs Aymat. El conjunto, formado por paneles lacados de madera oscura y una cúpula dorada, provenía de la Exposición Internacional del Mueble y Decoración de Interiores de Barcelona, donde recibió varios premios. En 1926, sin embargo, la reina Victoria Eugenia, pidió que el conjunto fuera desmontado y redecorado en un estilo Luis XVI acorde con el resto de las estancias.[31]
- Dormitorio del Rey: para la decoración de la habitación de Alfonso XIII, situada al otro lado de la Antecámara Real, se optó por el más masculino estilo Imperio. El conde de la Vall de Merlés y sus hermanos cedieron varias piezas de mobiliario, en especial la cama "en bateau" o el monumental tocador de caoba.[31] Anexo al dormitorio había el baño del soberano y su vestidor.

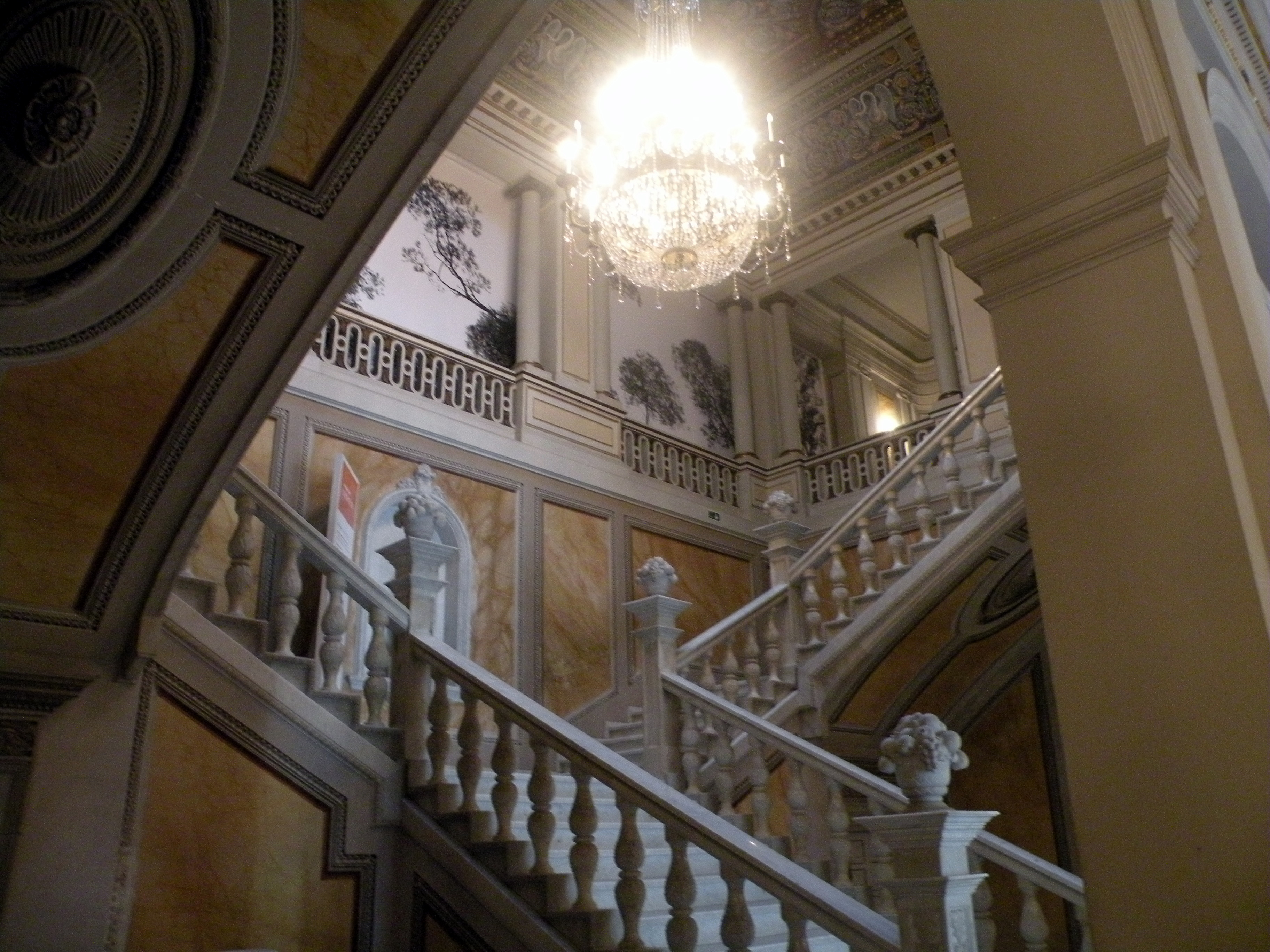
Escalera principal
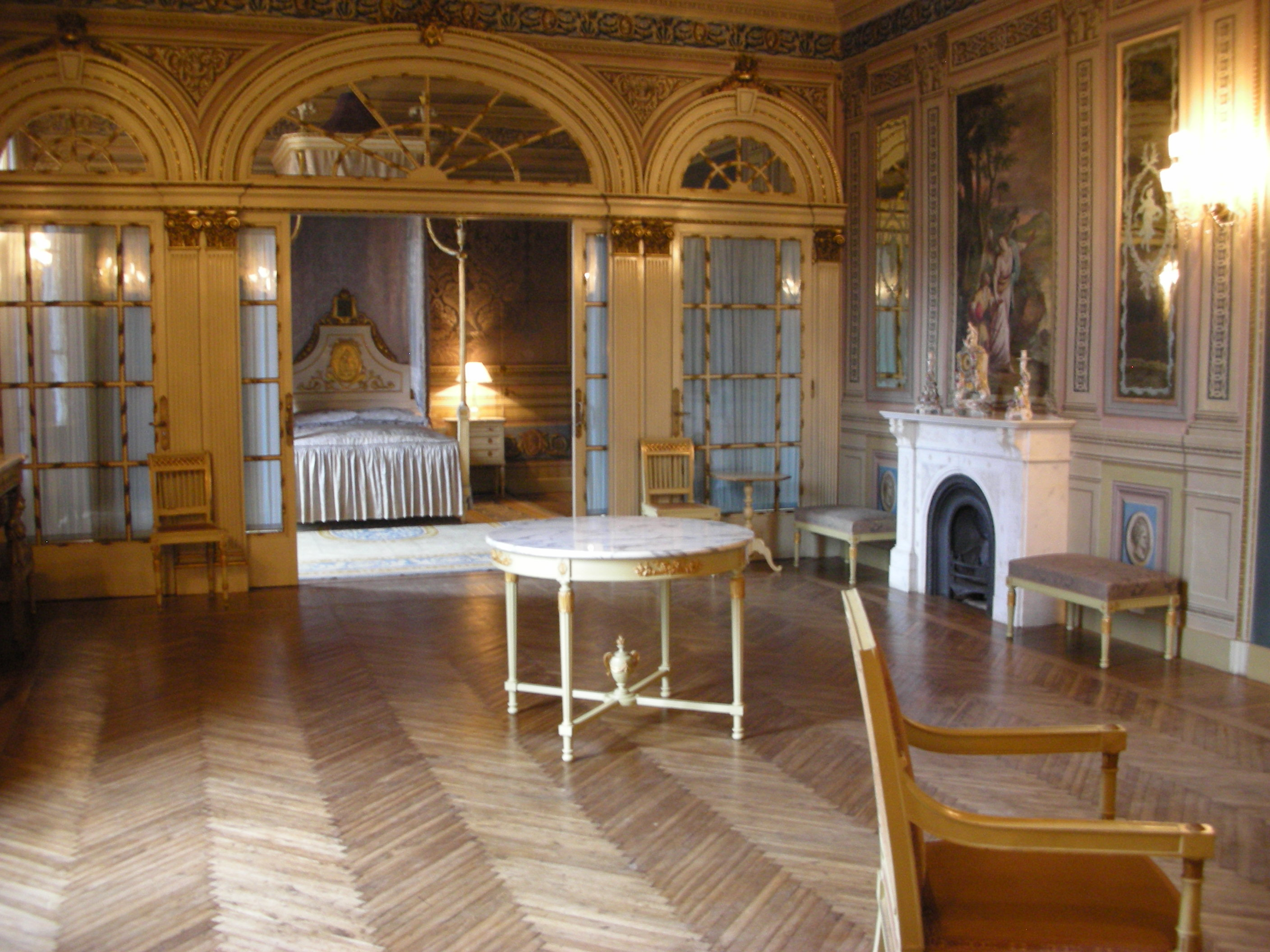
Antecámara Real
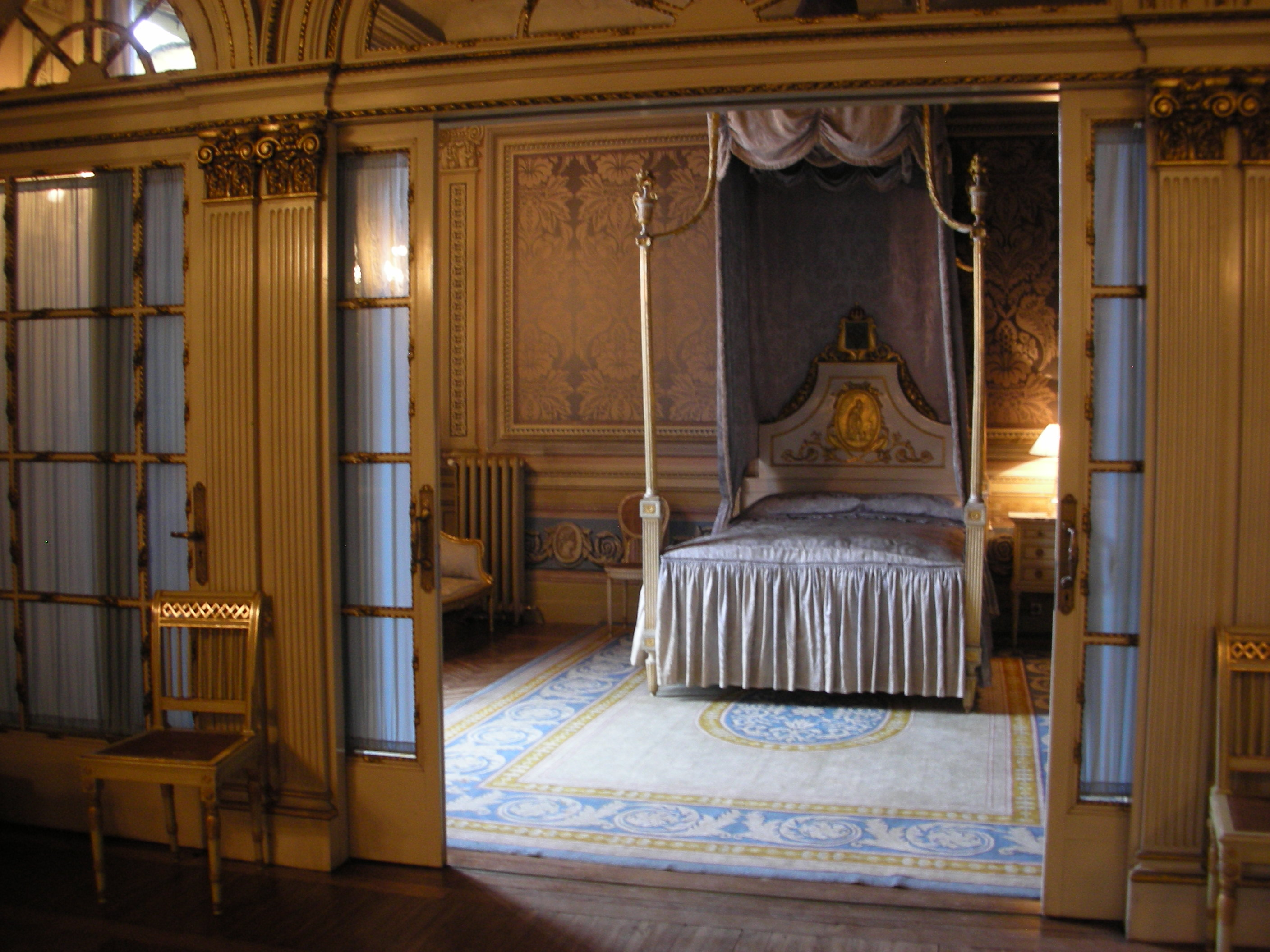
Dormitorio de la Reina
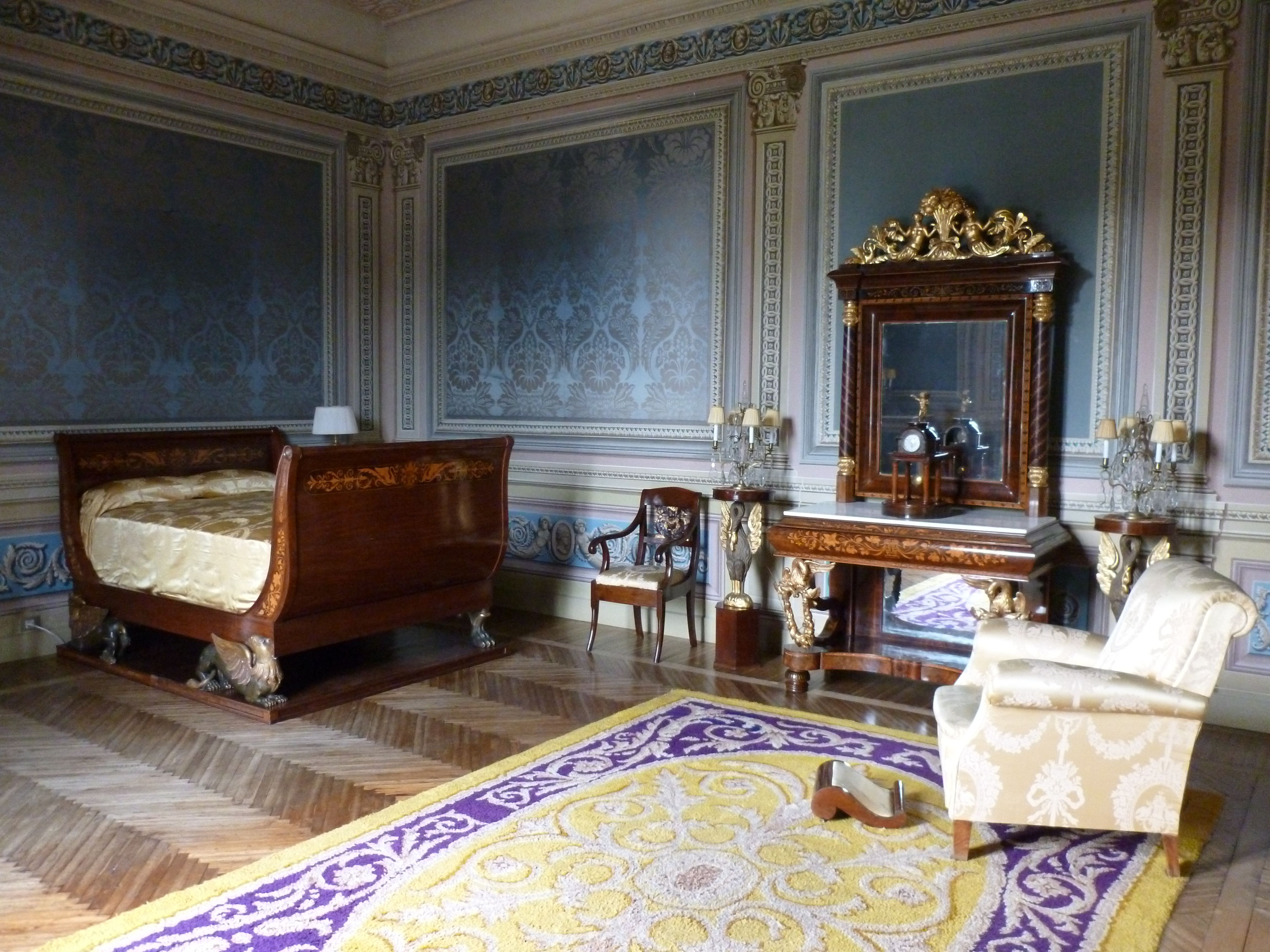
Dormitorio del Rey
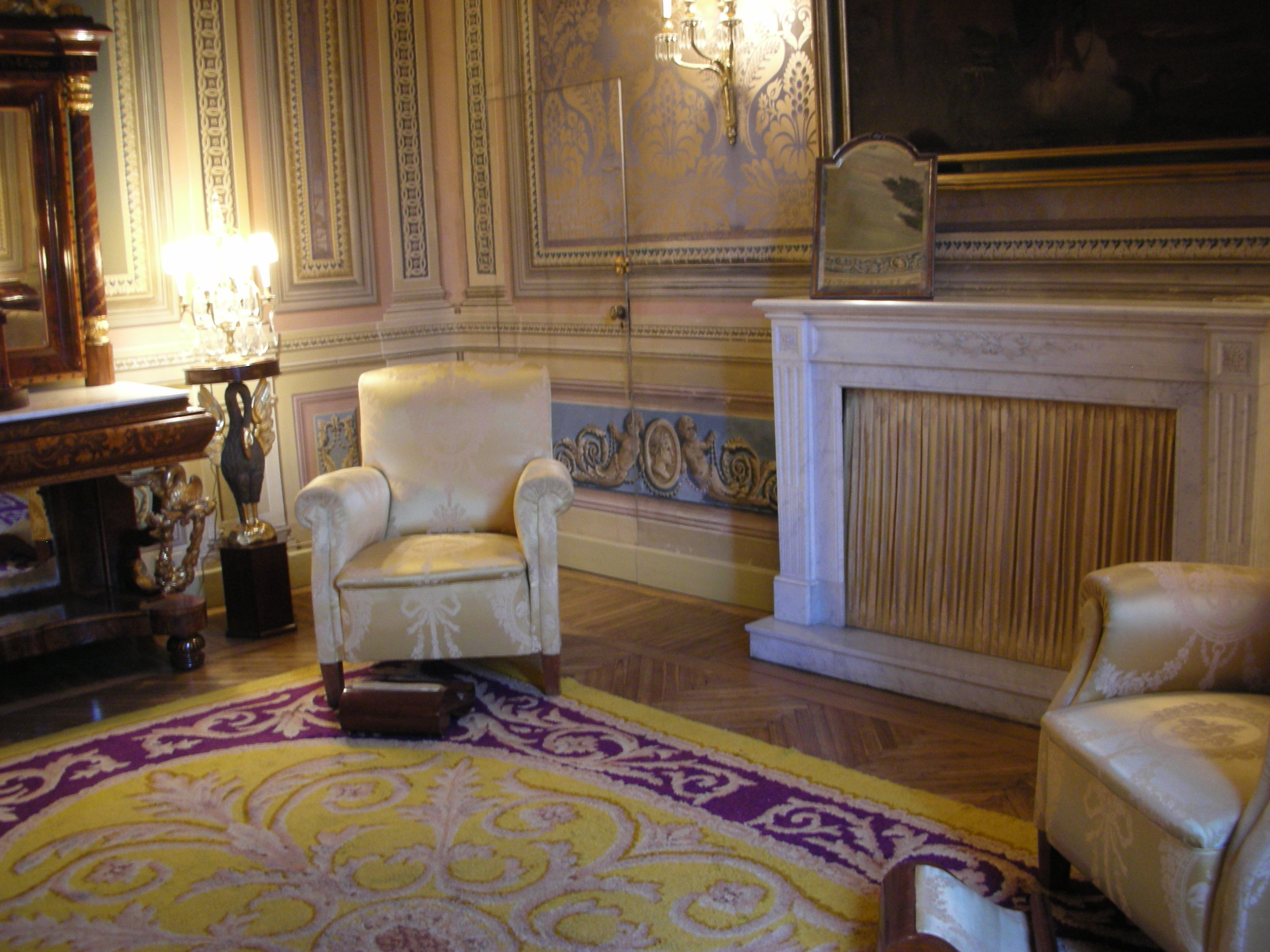
Dormitorio del Rey

En el ala derecha, alrededor del Salón del Trono de doble altura, se situaban:
- Galería del Trono: era una galería con arcadas que circundaba la parte alta del Salón del Trono, situado en la planta baja. A su derecha se abrían varias habitaciones, con decoraciones que evocaban el arte catalán de los siglos XVIII y XIX, la mayoría de ellas instaladas en 1933, cuando el palacio se convirtió en el Museo de Artes Decorativas de Barcelona.
- Sala Rigalt: anteriormente el "Vestidor del Rey", fue decorada en 1933, con unos murales de Pau Rigalt fechados hacía 1865. Los murales, a base de telas y draperies pintadas, reproducían los envelats, efímeros salones de baile construidos durante las fiestas populares en los pueblos catalanes.[32]
- Sala Flaugier: el antiguo "Despacho particular del Rey", recibió, también en 1933, varios paneles y un techo pintados por Joseph Flaugier provenientes del antiguo Museo de Artes Decorativas (Arsenal de la Ciudadela) y que en su origen estuvieron en la Casa Serra, en la Riera de San Juan (calle derribada al abrir la Vía Layetana). Los paneles representaban varias escenas de la Vida de la Virgen y el techo a Dios Padre.[33]
- Sala "el Vigatà": con anterioridad sirvió de "dormitorio del príncipe de Asturias" y, en 1933, se instalaron en ella varias obras del pintor vigatano Francesc Pla. Los paneles de la paredes representaban la Vida de los Apóstoles y provenían del palacio del marqués de Monistrol y de la Casa Bulbena, ambas situadas en la actual Vía Layetana. El resto de la decoración se completaba con un marco de alcoba estilo Luis XVI y mobiliario isabelino.
- Sala Romántica: la pequeña estancia también recibió en 1933 la decoración, de la primera mitad del siglo XIX, proveniente de una casa demolida en la Vía Layetana.
- Salas de María Cristina e Isabel II: las dos estancias sirvieron antaño de aposentos de la reina madre María Cristina de Habsburgo, que solo los usó una vez. La primera era su salón de recibo y la segunda el dormitorio. Más tarde se convirtieron en estancias conmemorativas de otras dos reinas. El mobiliario, de época isabelina, se completaba con dos grandes retratos situados uno en cada sala, el de la reina regente María Cristina de Borbón-Dos Sicilias, obra de Ramón Tusquets, y el de Isabel II pintado por Federico de Madrazo.[34]
- Vestíbulo superior de la Escalera Privada: el espacio, articulado a través de varias arcadas y bóvedas, presentaba unas luminosas pinturas neo-pompeyanas color blanco y azul.
- Salas de los Infantes: como su nombre indica, las dos estancias unidas por un arco sirvieron en su origen como "Dormitorio de los Infantes", más tarde se usaron como lugar de exposición de muebles orientales.

### Museo de Carruajes
De 1970 a 1985, estuvo abierto en las antiguas caballerizas del palacio el llamado Museo de Carruajes, que reunía varias piezas provenientes de las Colecciones Reales y del Ayuntamiento de Barcelona.
Las colecciones incluían distintos tipos de arneses de gala, equipos de montar regalo de Hasán I de Marruecos a Alfonso XII, uniformes de los caballerizos, cocheros y lacayos de la corte, gravados diversos, sillas de montar pertenecientes a las reinas María Cristina de Borbón e Isabel II y a los reyes Francisco de Asís y Alfonso XII y monturas tejidas con hilo de oro y plata regalo de Abd-el-Krim a Alfonso XIII.
Entre los carruajes reales destacaban: un victoria-gran duque y una "carretela" à la Daumont obra del célebre carrocero Ehrler; dos berlinas "de media gala" construidas por el también emblemático carrocero Binder y usadas por altos cargos de la corte durante las comitivas regias y finalmente el faetón, hecho por Ehrler en 1875, en el que Alfonso XII sufrió el atentado de 1879 cuando volvía al Palacio Real después de pasear por el Retiro.
Por otro lado, las colecciones del Ayuntamiento de Barcelona comprendían esencialmente carrozas, berlinas y cupés cedidas por aristócratas catalanes a inicios de siglo XX. La mayoría de ellas eran del siglo XVIII y presentaban elaboradas tallas de madera y paneles pintados estilo Luis XV o neoclásico. Las piezas más remarcables eran una gran berlina  de mediados del siglo XVIII propiedad del marqués de la Torre y un cupé del marqués de Castellbell de finales del mismo siglo decorado con pinturas mitológicas.
Toda la parte superior de la sala principal estaba decorada, a modo de friso, con una representación del cortejo de más de treinta carruajes que participaron en la boda de Alfonso XII y María Cristina de Habsburgo el 29 de noviembre de 1879. Dicha representación tomaba como referencia las acuarelas del recopilatorio Comitiva regia en el casamiento de S. M. el Rey de España Don Alfonso 12 con S. A. I. Y R. la Archiduquesa Dª María Cristina de Austria obra de Vicente Sabater y Puchades.

### Jardines
Los jardines fueron diseñados por Nicolás María Rubió, a partir de un proyecto que integraba, en un trazado geométrico decorativo, gran parte de los árboles ya existentes, con un estanque y diversos elementos decorativos, como la fuente de Gaudí, bancos de bambú y tres fuentes luminosas obra de Carles Buïgas.
Los jardines también se decoraron con varias estatuas, la mayoría fechadas de finales del siglo XIX y la primera mitad del XX. En la entrada del palacio se situó la escultura Isabel II con el Príncipe de Asturias (1860) obra de Agapito Vallmitjana, retirada durante la Segunda República, repuesta más tarde y retirada de nuevo en 2014. En la entrada y en el muro perimetral se colocaron varias figuras femeninas procedentes del descarte de la estatuaria pública colocada en 1929 en la Plaza de Cataluña, estas eran: Alegoría de Tarragona de Jaume Otero, Alegoría de Lérida y Alegoría de la Agricultura de Manuel Fuxá, Alegoría de la Pesca de Eusebi Arnau y otras tres figuras femeninas sin nombre obra de Àngel Tarrach, Josep Llimona y Enric Casanovas. A todas estas se añadieron más tarde Mediterránea (1962) de Eulàlia Fàbregas de Sentmenat, Desnudo agachado (1916) de Joan Borrell y Desnudo (1930) de Enric Casanovas, la primera en la fuente de la entrada y las otras dos en el interior del jardín.

Esculturas
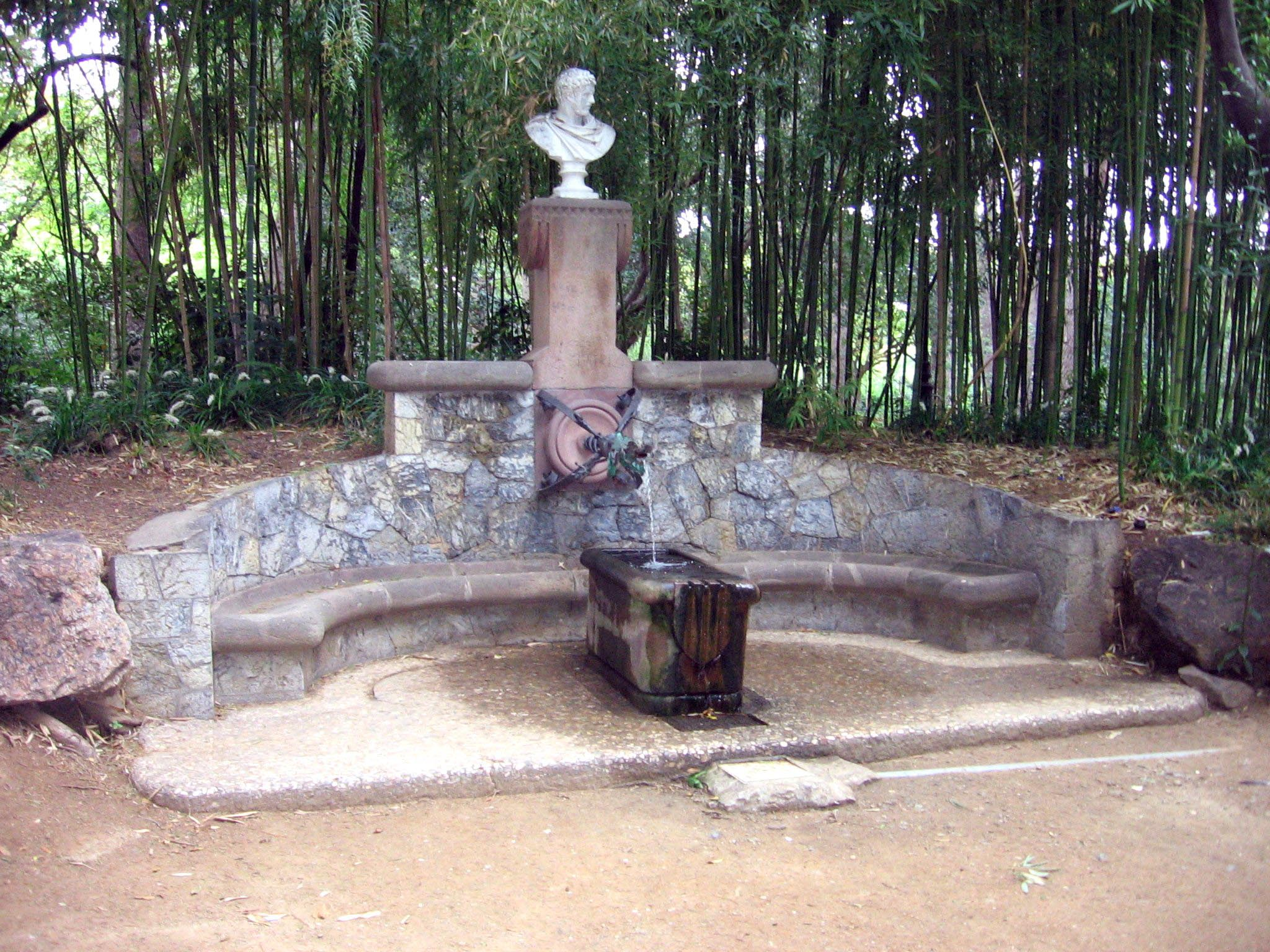
Fuente de Hércules, obra de Antoni Gaudí
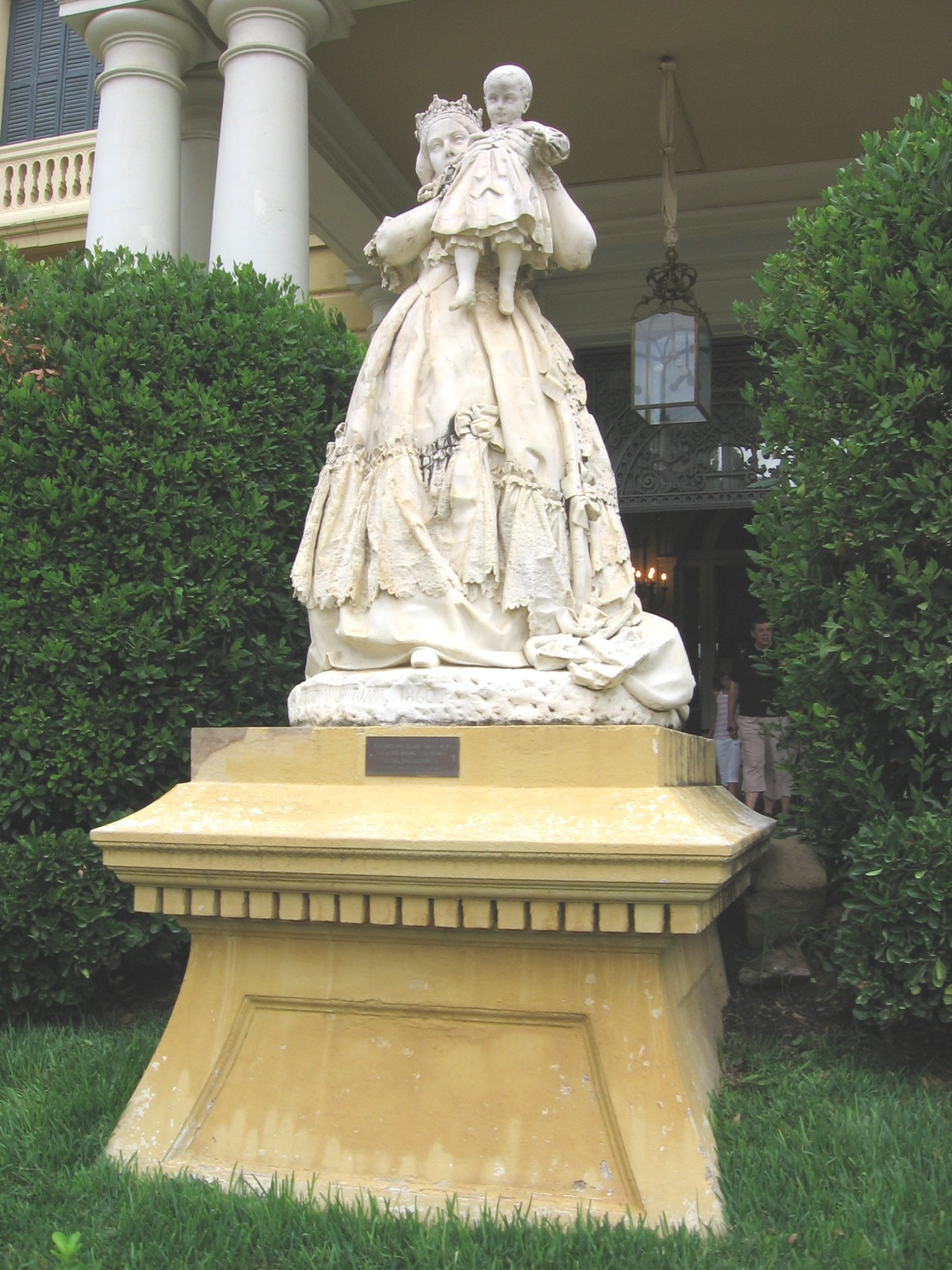
Isabel II con el Príncipe de Asturias, obra de Agapito Vallmitjana
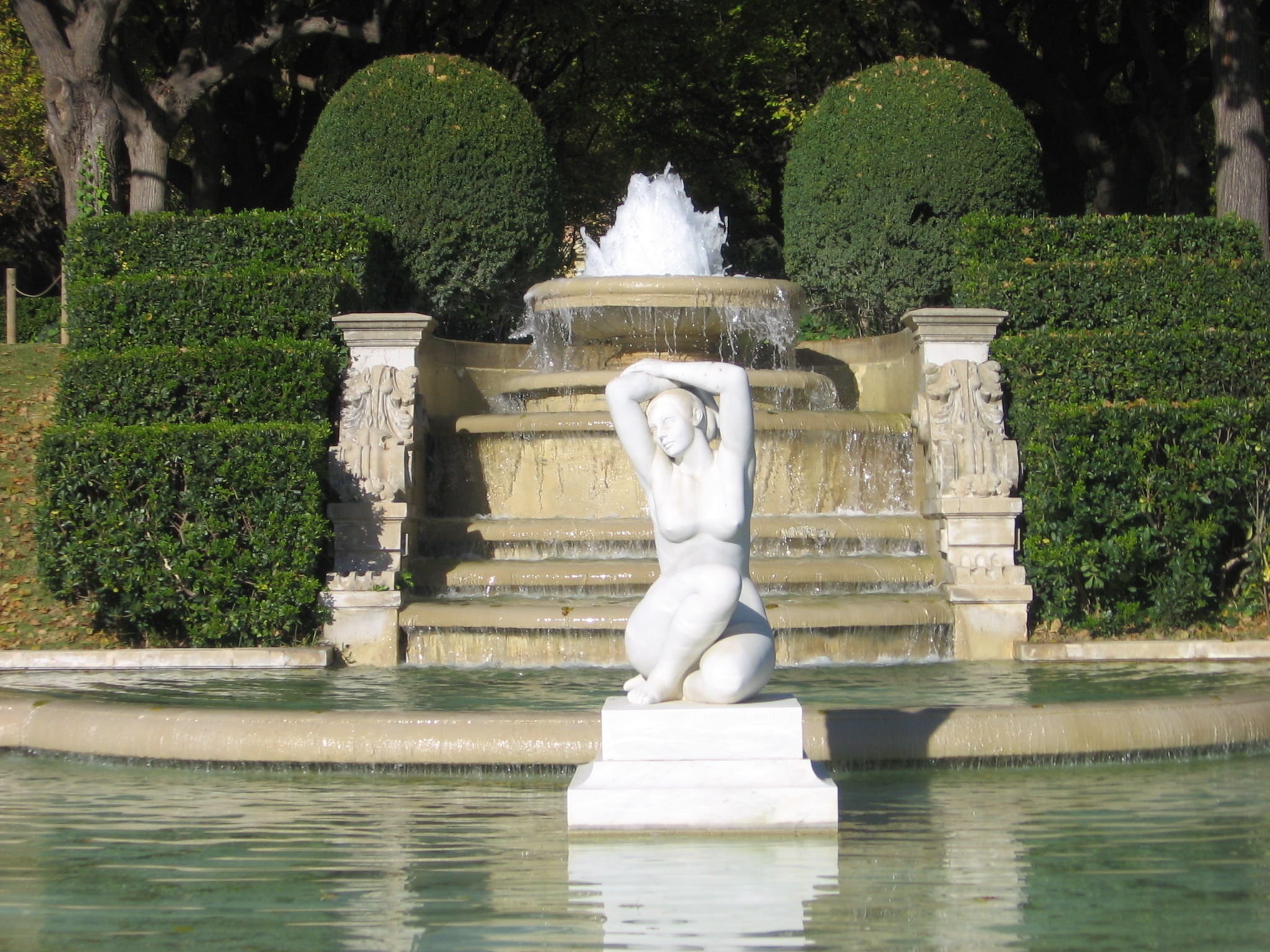
Mediterránea, de Eulàlia Fàbregas de Sentmenat
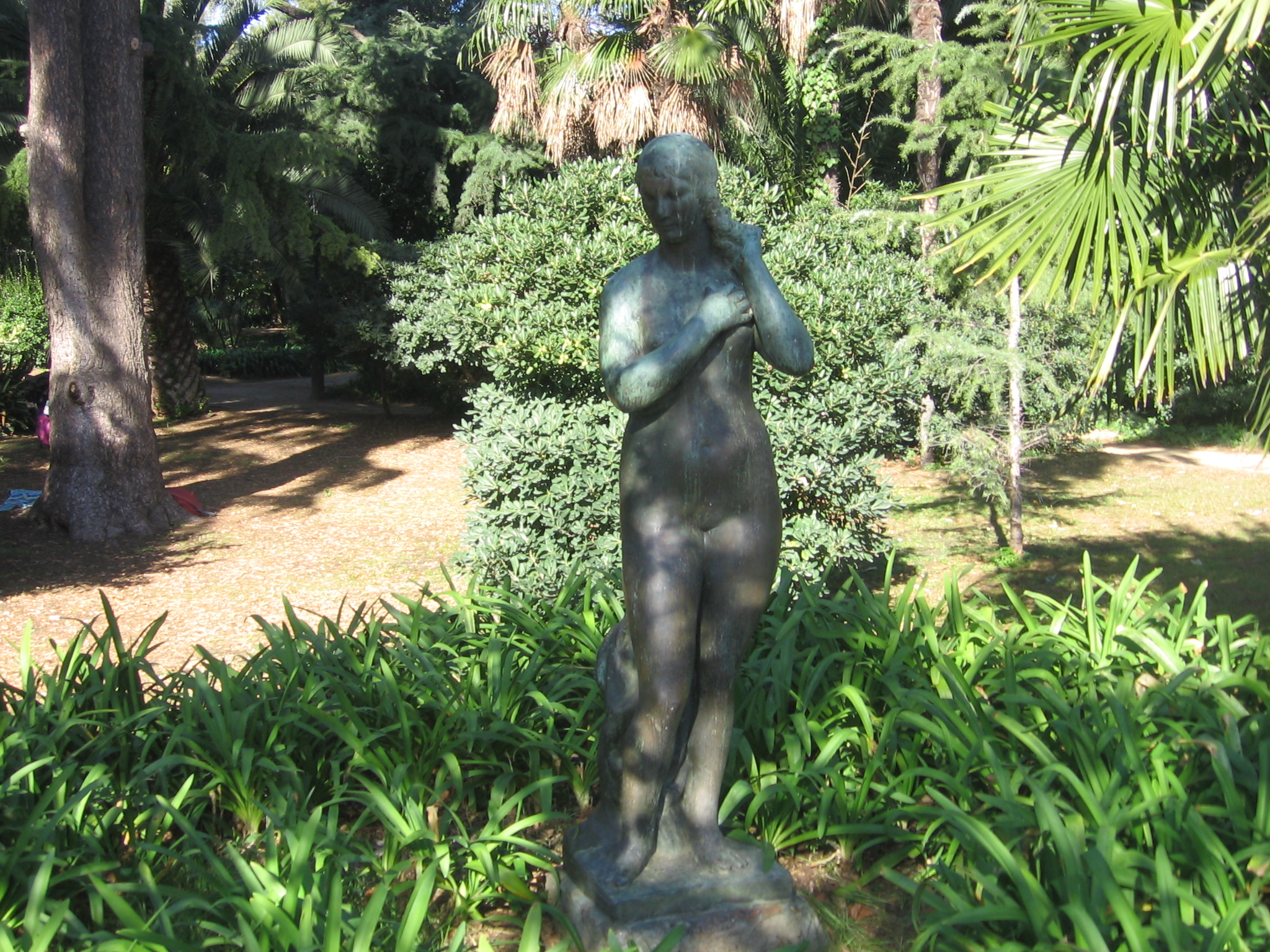
Desnudo, de Enric Casanovas
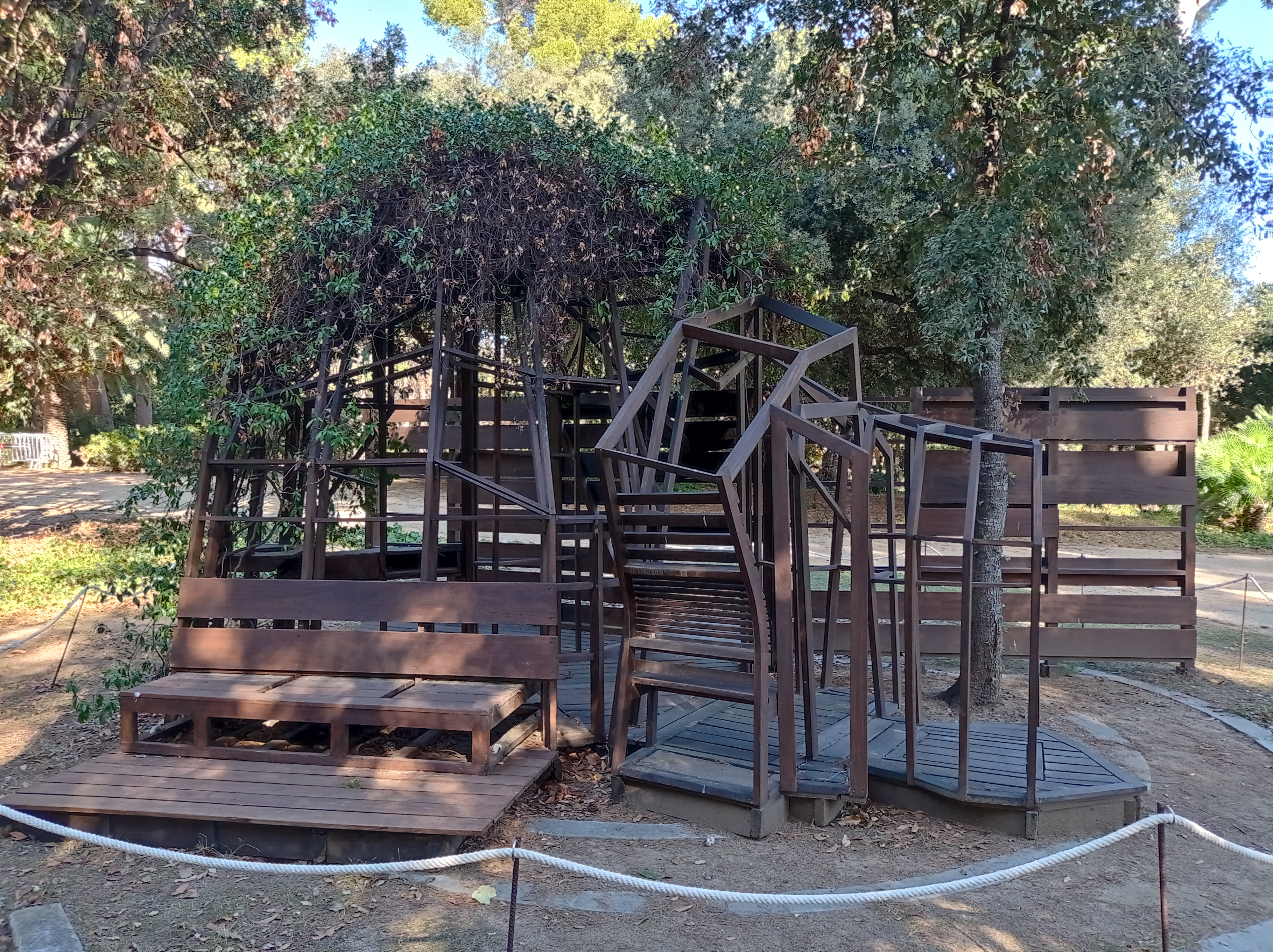
Kolonihaven, obra de Enric Miralles y Benedetta Tagliabue

Jardines
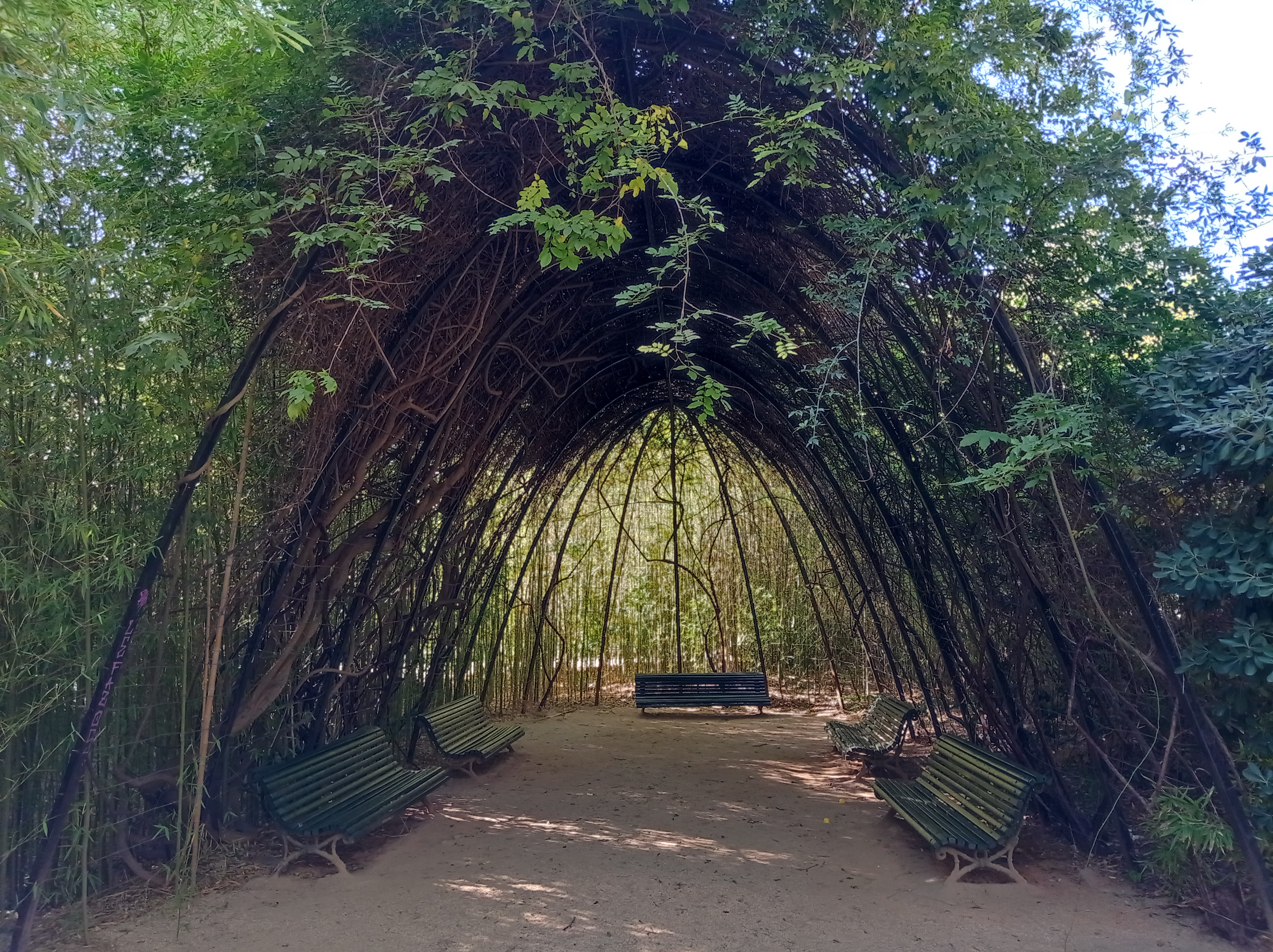
Pérgola, de Antoni Gaudí
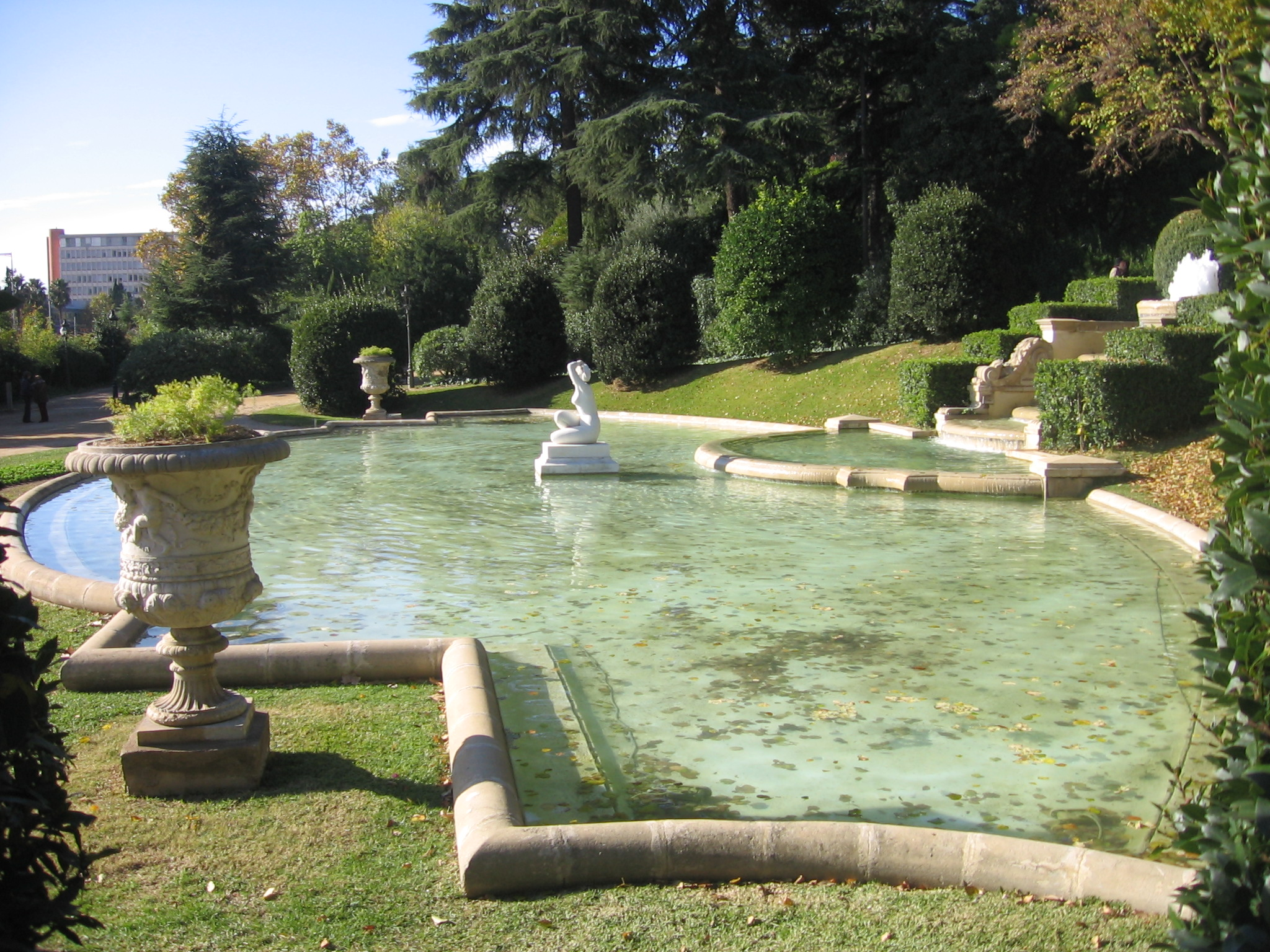
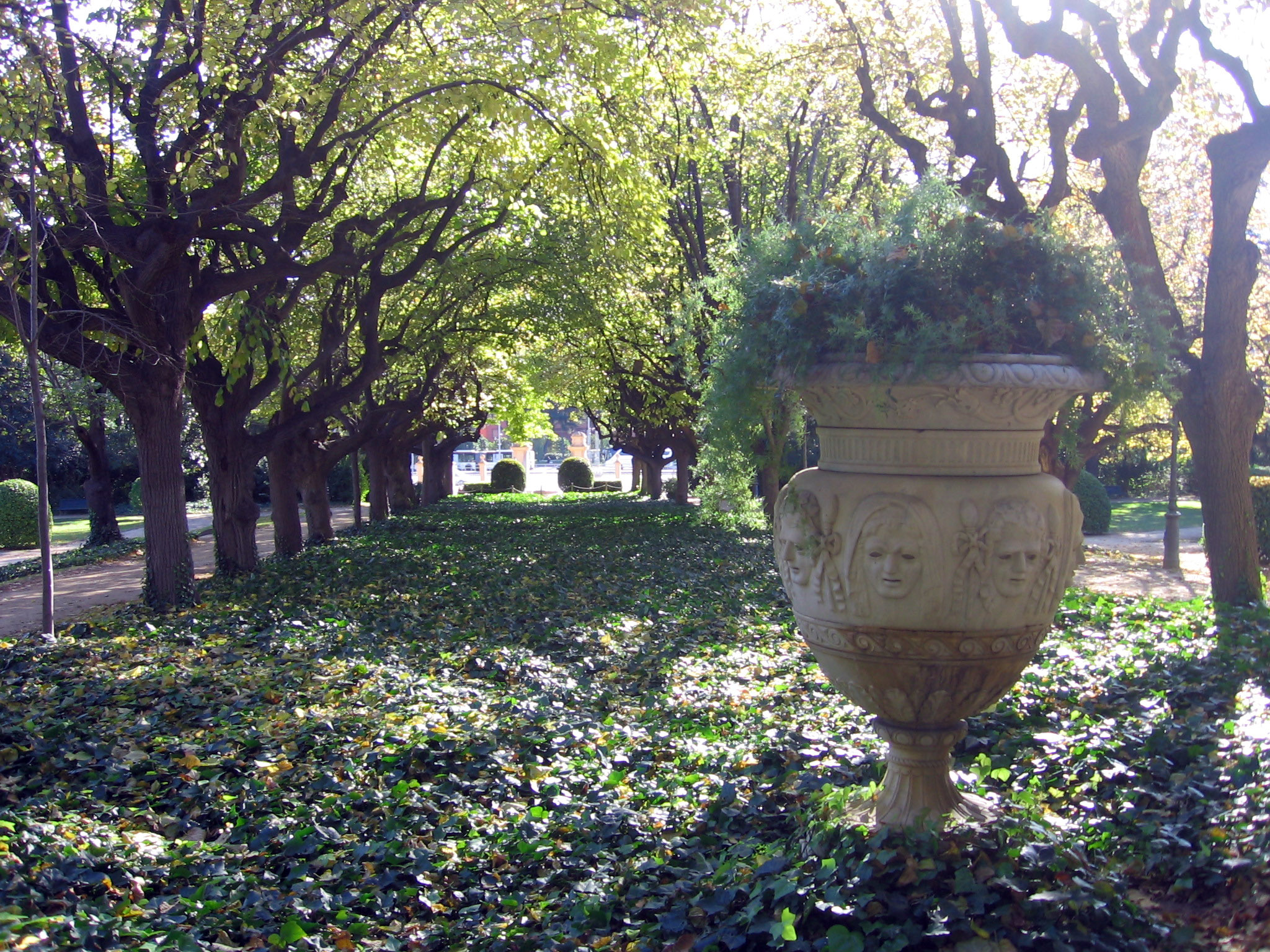
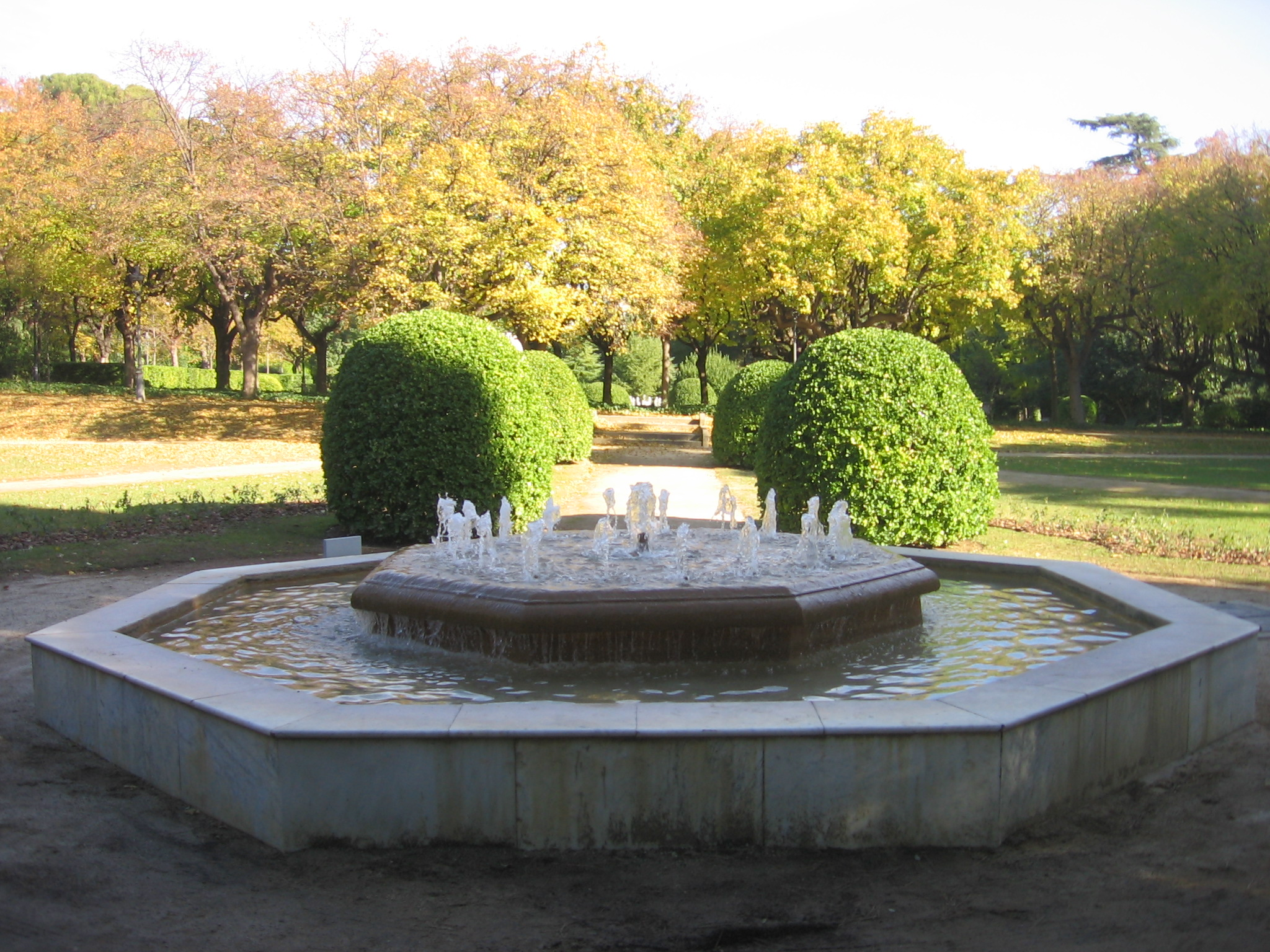
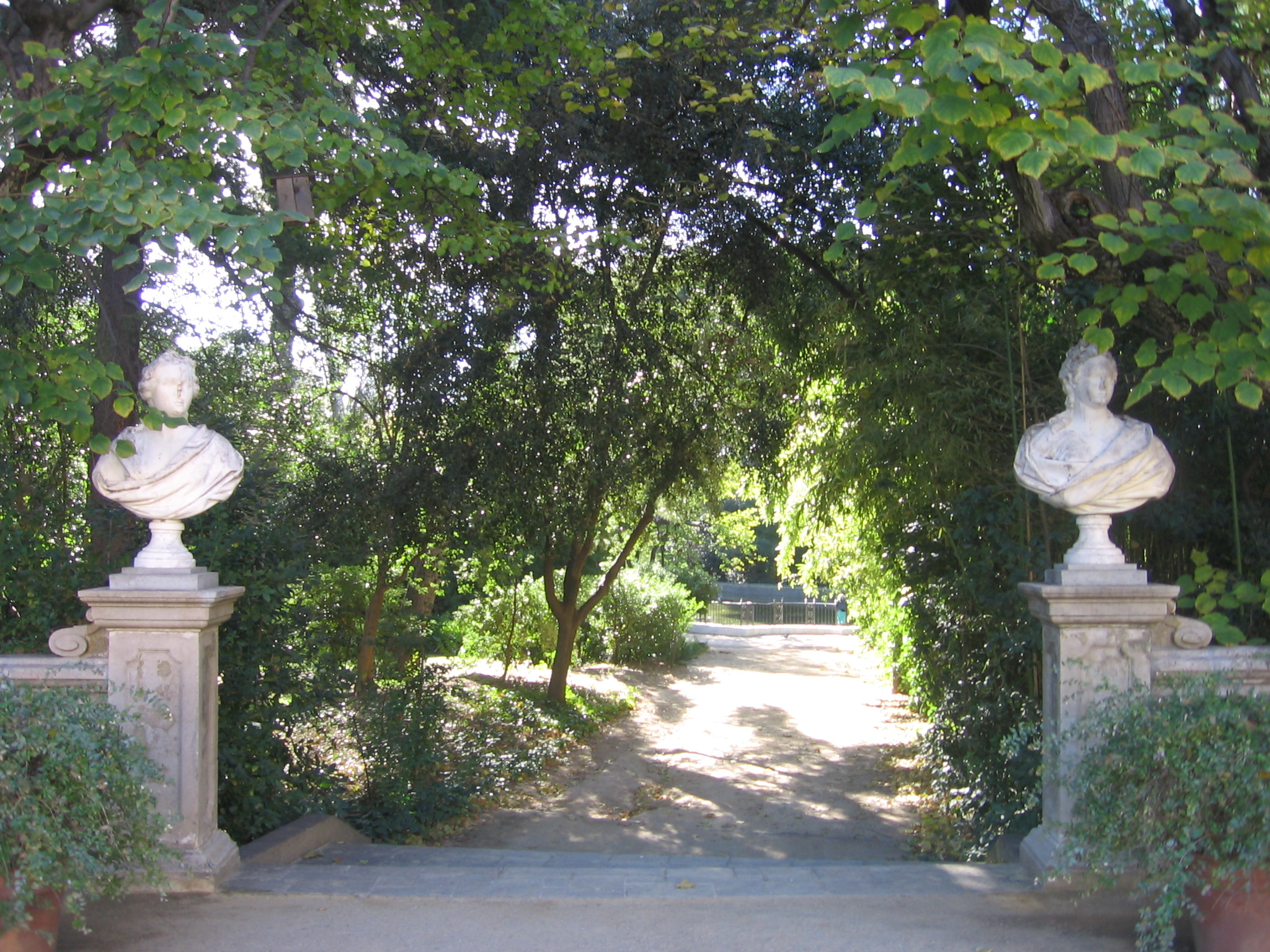